# Lunds centralstation
Lunds centralstation (Lund C) er den største af de to jernbanestationer i Lund, Sverige – Gunnesbo station er den anden. Med et gennemsnit på 39.700 daglige passagerer målt i efteråret 2013, er det landets tredjestørste station. Med indvielsen af Citytunneln er passagererne på Malmö C spredt ud på de øvrige stationer i byen hvilket har ført til et fald på dér, som har gjort det muligt for Lund C at opnå flere rejsende.
I Lund skilles Västkustbanan mod Göteborg fra Södra stambanan. Stationen har tre udgående jernbanestrækninger: Mod Malmö, Eslöv og Kävlinge.
Tidligere var der også jernbaner til Bjärred, Trelleborg og Harlösa, men de er nedlagt og fjernet, bortset fra en lille del af Trelleborgsbanan, der fungerer som godsspor til virksomheden Tetra Pak.

## Trafik
Lund C har med SJ fjerntogsforbindelser med SJ Snabbtåg til Stockholm og Göteborg. Desuden har Transdev med Snälltåget dagtog til Stockholm, samt på visse dage nattog til Storlien via Stockholm.
Med Øresundstogssystemet er der ud over Malmö forbindelse til København og Østerport i Danmark, Kristianstad også i Skåne län, Karlskrona i Blekinge län, Kalmar i Kalmar län og Göteborg i Västra Götalands län.
Lund C er et vigtigt kundepunkt i lokaltrafikken med Pågatågen. Lokaltrafikken på strækningerne Malmö-Kristianstad, Trelleborg-Malmö-Landskrona-Helsingborg og Malmö-Teckomatorp-Helsingborg trafikerer stationen.
Stationen har syv spor, hvoraf et er gennemgående til godstog (spor 4) og de øvrige seks løber forbi perronerne. Ved siden af stationen holder bybusser og rutebiler.

## Bygninger
Stationsbygningen blev opført i 1850'erne efter tegninger af en ukendt dansk arkitekt (muligvis Carl Ferdinand Rasmussen). Stationen blev ikke færdig til indvielsen af jernbanen til Malmö i 1856, men stod først færdig i 1858 i forbindelse med Södra stambanans forlængelse nordpå. I årene 1872-1875 blev der bygget fløje efter tegninger af Adolf W. Edelsvärd, og i 1923-1926 blev der foretaget yderligere udvidelser ved Folke Zettervall. Bygningen har siden 1972 været fredet. Siden 2001 har den været administreret af Jernhusen.
Området ved stationen har været omlagt flere gange. Ved den store ombygning af stationen i 1920'erne, blev der lavet en gangtunnel fra stationsbygningen til perronerne. Tunnelen blev i 1985 forlænget.
I 1990'erne blev der bygget en ny gangbro med tilslutning til perronernes nordlige ende. Ved samme lejlighed blev den gamle godsbygning renoveret, og huser i dag blandt andre en restaurant og en overvåget cykelparkering.
En ny stationsbygning i glas blev bygget i 2001 på den anden side af jernbanen. Ved bygningen blev det nye Västra Stationstorget anlagt.
Tidligere var der flere jernbanestationer i Lund. Stationsbygningen Lunds södra (hvorfra Revingebanan udgik) er bevaret, om end jernbanesporene for længst er fjernet.

## Billeder
- Stationsbygningen i 1860'erne med banegårdshal
- Den østlige facade (2006)

| Foregående station     |  | Veolia Transport             |  | Efterfølgende station                                    |
| ---------------------- |  | ---------------------------- |  | -------------------------------------------------------- |
| Malmö CEndestation     |  | ÖresundstågHelsingborg       |  | Kävlingemod Göteborg C eller Karlskrona C eller Kalmar C |
| Malmö CEndestation     |  | ÖresundstågKalmar            |  | Eslövmod Kalmar C                                        |
| Malmö CEndestation     |  | ÖresundstågGöteborg          |  | Landskronamod Göteborg C                                 |
| Malmö CEndestation     |  | ÖresundstågKarlskrona        |  | Hässleholm Cmod Karlskrona C                             |
| Foregående station     |  | SJ                           |  | Efterfølgende station                                    |
| Malmö Cmod København H |  | X 2000 København - Stockholm |  | Hässleholm Cmod Stockholm C                              |
| Malmö Cmod København H |  | X 2000 København - Göteborg  |  | Helsingborg Cmod Göteborg C                              |